# Paideia
Paideia (st. gr. παιδεία) – w starożytnej Grecji słowem paideia nazywano to, co współcześnie określamy mianem wychowania czy kultury. Takie rozumienie pojęcia paidei sięga poematów Homera i Hezjoda, dzieł antycznych poetów i tragików greckich, artystów, w szczególności zaś filozofów oraz instytucji czy urządzeń społecznych o charakterze wychowawczym – prawa, tradycji, ustroju państwa-miasta (polis), narodzin szkolnictwa. Paideia była istotą i głównym nurtem czy zasadą ich funkcjonowania. Celem tak pojętej paidei było ukształtowanie, wyedukowanie człowieka pięknego i mądrego w oparciu o najwyższe ideały i najdoskonalsze wzorce, zaś jej podstawowym składnikiem były kwestie związane ze szlachetnością, moralnością czy dobrocią człowieka.
Paideia [gr.]:
1. w starożytnej Grecji początkowo wychowanie dzieci, a od późnego okresu klasycznego kształcenie ogólne, humanizacja;
2. dążenie do idealnej jedności cielesnego, politycznego i muzycznego wychowania w ramach greckiej polis (kalokagatia); do ideału paidei nawiązywał humanizm, klasycyzm[1]
3. (gr. παιδεία, łac. educatio, humanista, kultura) – formowanie człowieka od najmłodszych lat przez edukację i wychowanie; uniwersalne podstawy edukacji lub ideał wypracowany przez starożytnych Greków, a uznany za ogólnoludzki[2].
4. Paideia [gr. pais ‘dziecko’, dosłownie ‘wychowanie, wykształcenie dziecka’] w starożytności jedno z najważniejszych pojęć greckiej kultury, oznaczające całościowe kształtowanie człowieka zgodnie z ideałem wypracowanym w kręgach greckiej arystokracji epoki archaicznej[3].

Celem tego procesu było osiągnięcie wszechstronnej „doskonałości” (areté), harmonijnie łączącej przymioty ciała i ducha człowieka (tzw. ideał kalokagatia), wyróżniającej go wśród równych mu arystokratów. Paideia obejmowała: wykształcenie gimnastyczne i treningi fizyczne, czytanie, pisanie, wykształcenie muzyczne i lekturę wielkich dzieł literatury (zwłaszcza Homera), które uważano za podstawę edukacji moralnej. Najważniejszymi elementami paidei przez długi okres były: wychowanie fizyczne i muzyczne (w tym śpiew i taniec), rozwijane nie tylko w szkole, ale i przy okazji zawodów sportowych, publicznych świąt religijnych (którym często towarzyszyły recytacje poezji oraz występy chórów dzieci i młodzieży) oraz na sympozjonach. Z czasem zespół arystokratycznych ideałów i wzorców wychowania został przyjęty przez szerokie kręgi obywateli gr. polis, a wszechstronną paideię zaczęto pojmować jako „powszechne nauczanie”, czy wręcz „kulturę powszechną”, obejmującą teraz nie tylko wychowanie fizyczne, muzyczne i literaturę, ale również retorykę, elementy filozofii, nauk ścisłych, a także np. elementy medycyny czy sztuki wojennej. Jednymi z najważniejszych „prawodawców” nowego typu paidei byli Platon i Izokrates. W epoce hellenistycznej i pod panowaniem rzymskim głównym miejscem krzewienia greckiej paidei stały się gimnazjony, a samo funkcjonowanie pojęcia „paideia”, zdecydowanie odróżniało Greków od ludów niegreckich (zwanych barbarzyńcami), zaczęło zbliżać się do naszego pojęcia „cywilizacji”, stając się synonimem „greckości”, najważniejszym elementem greckiej kultury. W tym znaczeniu paideią zaczęła być później przeciwstawiana także chrześcijaństwu, do czasu, gdy niektórzy Ojcowie Kościoła (zwłaszcza Grzegorz z Nyssy i św. Augustyn) zaproponowali oryginalną syntezę pogańskiej kultury i chrześcijaństwa.

## Etymologia wyrazu paideia
1. Wyraz παιδεία [paideia] jest rzeczownikiem rodzaju żeńskiego. Etymologiczne słowo jest wyrazem pochodnym od rzeczownika παîς [pais], który w dopełniaczu przybiera formę παιδός [paidos][4].
2. Marcin Wasilewski zgodnie z tokiem rozumowania Pierre Chantreine zalicza wyraz paideia do grupy rzeczowników odczasownikowych pochodzących od czasownika paideuo, który znaczy ‘wychowywać’ (‘élever’), ‘kształtować, kształcić’ (former, éduquer’), ‘nadawać kulturę/wykształcenie/ogładę’ (‘donner une culture’). Stąd też rzeczownik paideia miałby znaczyć ‘wychowanie, wykształcenie, kultura’ (éducation, formation, culture’)[4].

## Znaczenie terminu paideia przed Platonem według M. Wasilewskiego
1. Wyraz paideia elementarnie oznacza ‘dzieciństwo’ i młodość jako okresy życia człowieka.
2. Słowo paideia zamiennie oznacza nie tylko samo ‘dzieciństwo’ i ‘młodość’ jako pewne okresy życia człowieka, ale również to, co z dzieciństwem i młodością jest związane.
3. Termin paideia u Pittakosa jest późniejszym dodatkiem.
4. U Symonidesa termin paideia oznaczać może okres podporządkowywania się woli dorosłych.
5. W Korpusie Teognidejskim paideia oznacza okres fizycznej (seksualnej, erotycznej) atrakcyjności.
6. U Ajschylosa paideia oznacza okres trudu związanego z wychowywaniem dzieci (w sensie karmienia i opieki).
7. Protagoras z Abdery nadał słowu paideia znaczenie wychowania jako uczenia aretai (cnót, zalet etycznych), w szczególności poprzez tradycyjne nauczanie muzyczne i gimnastyczne dzieci i młodzieży. Słowo paideia oznaczać też mogło u Protagorasa nabytek duchowy, cenną własność duchową, którą można nabyć jedynie w młodości poprzez obcowanie z wychowawcą.
8. Znaczenie wyrazu występującego u Demokryta, Arystofanesa i Tukidydesa ma najprawdopodobniej pochodzenie Protagorejskie[5].

## Znaczenie terminu paideia w Nowym Testamencie
W Nowym Testamencie słowo „paideia” pojawia się 13 razy. W większości przypadków oznacza karcenie przez wychowawcę (1 Kor 11, 32; Ap, 3, 19); oznacza też wychowanie w mądrości egipskiej, jakie otrzymał Mojżesz (Dz 7, 22), lub nawet wychowanie przez Bożą łaskę (Łk 23, 22). W NT słowo „paideia” nie oznacza więc kultury greckiej. W tradycji chrześcijańskiej paideia związana została ze zdobyciem podstaw kultury ogólnej obejmującej trivium (gramatyka, retoryka, dialektyka) i quadrivium (arytmetyka, geometria, muzyka, astronomia) – niezbędnej do dalszego kształcenia się, zarówno w filozofii, jak i w teologii; jednak p. pojęta jako ideał człowieka i to w perspektywie ostatecznego celu życia, jest inna w kulturze gr., a inna w kulturze chrześcijańskiej; pierwsza jest antropocentryczna, a druga teocentryczna.

## Kategoria paidei w ujęciuW. Jaegera
Autor ten twierdził, że dopiero w kulturze greckiej wychowanie było świadomie ukierunkowane na określony – wiecznotrwały i uniwersalny ideał człowieka, a nie tylko na przygotowanie do zawodu czy formowanie jednej warstwy społecznej w obrębie jednego narodu.
Głównym motywem tej kultury było doskonalenie człowieka, co najbardziej oddawało słowo [kalón] (piękno) lub [kalokagathía] (piękno-dobro, szlachetność, doskonałość). Jaeger uważał, że grecki ideał człowieczeństwa był żywotny, powstawał w kręgu jednej warstwy społecznej, by z czasem nabrać znaczenia uniwersalnego. Kluczową rolę w rozwoju paidei przypisał Jaeger sofistom, ponieważ ich podejście do wychowania i edukacji przełamało ostatecznie bariery uwarunkowań opartych na pokrewieństwie, przynależności do wąskiej grupy społecznej czy narodowości, które to kategorie zastąpione zostały zasadą wspólnoty kultury, czyli paideią (Izokrates). Sofiści postulowali powszechną dostępność do możliwości rozwoju zarówno fizycznego, jak i duchowego. Paideia w ujęciu sofistów miała wymiar uniwersalny i opierała się na optymistycznym przekonaniu, że dzięki niej każdy człowiek może się rozwinąć. Największą rolę przypisywano retoryce, która pozwala na sprawne posługiwanie się intelektem i słowem. Jednak sofistyczna koncepcja paidei uwarunkowana była subiektywizmem, antropocentryzmem i moralnym relatywizmem. Te cechy zostały zaatakowane przez Platona, który dążył do obiektywizacji paidei przez odwołanie do teorii idei. Platon ogarniając pojęciem p. całą kulturę, rozwinął wizję doskonałego państwa, w którym trzeba odpowiednio uformować wszystkie warstwy społeczne (rolnicy, rzemieślnicy, strażnicy, rządzący), najwięcej uwagi poświęcając strażnikom, ponieważ z tej warstwy wyłaniana jest warstwa rządząca, w której rękach spoczywają losy całego społeczeństwa. Uważał, że nawiązanie do ideałów gr. p. zawsze owocowało podniesieniem na wyższy poziom kultury ludzkiej wśród różnych narodów i w różnych epokach.

## Teksty źródłowe
- Epikur, List do Menojkeusa [w]: Diogenes Laertios, Żywoty i poglądy słynnych filozofów, s. 643-658
- Platon, Eutyfron, Państwo ks. III, X